# Cuetu la Concilla

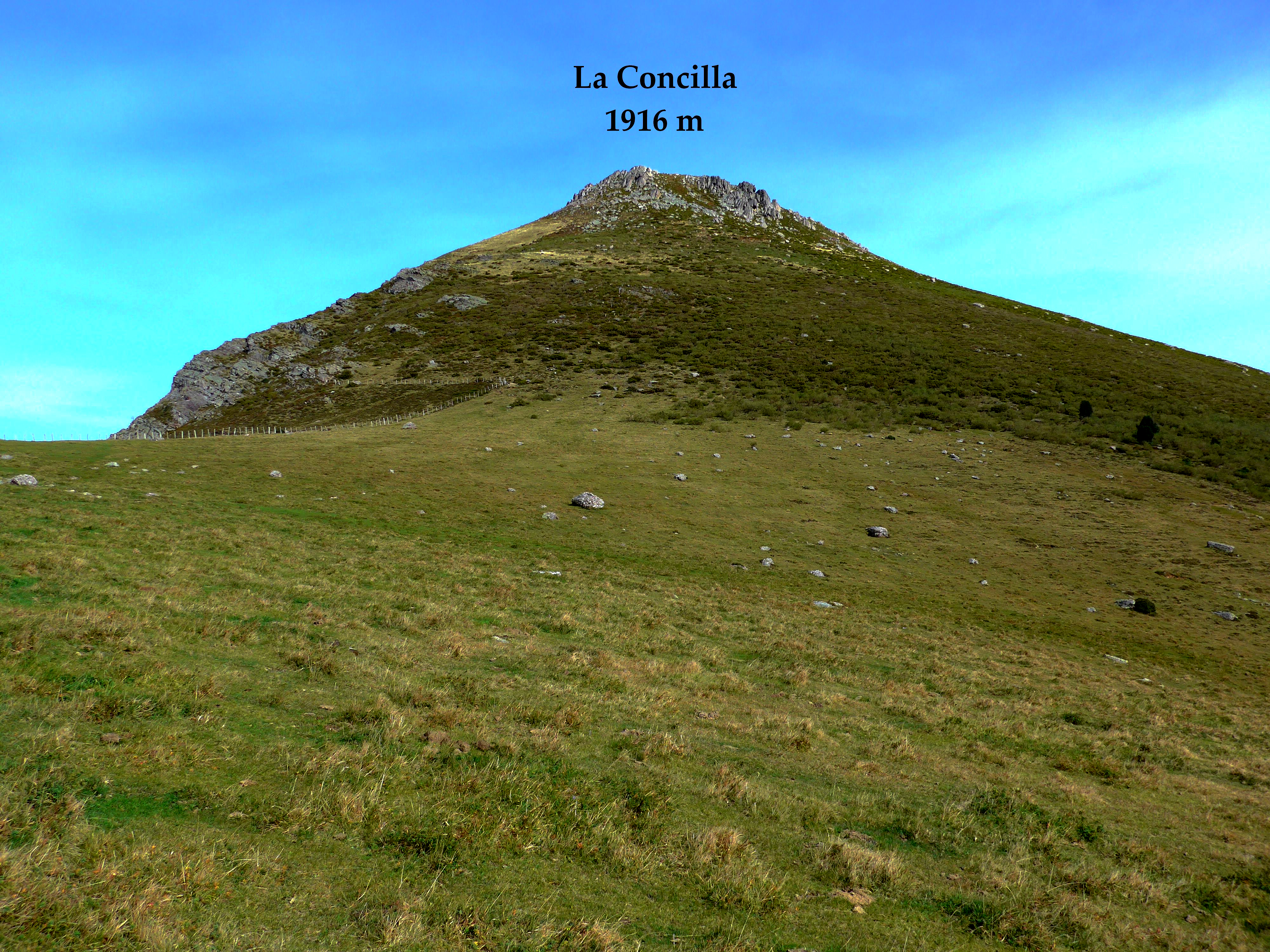
Cueto de La Concilla visto desde el inicio de su ascensión en el collado de Sejos (véase puertos de Sejos)

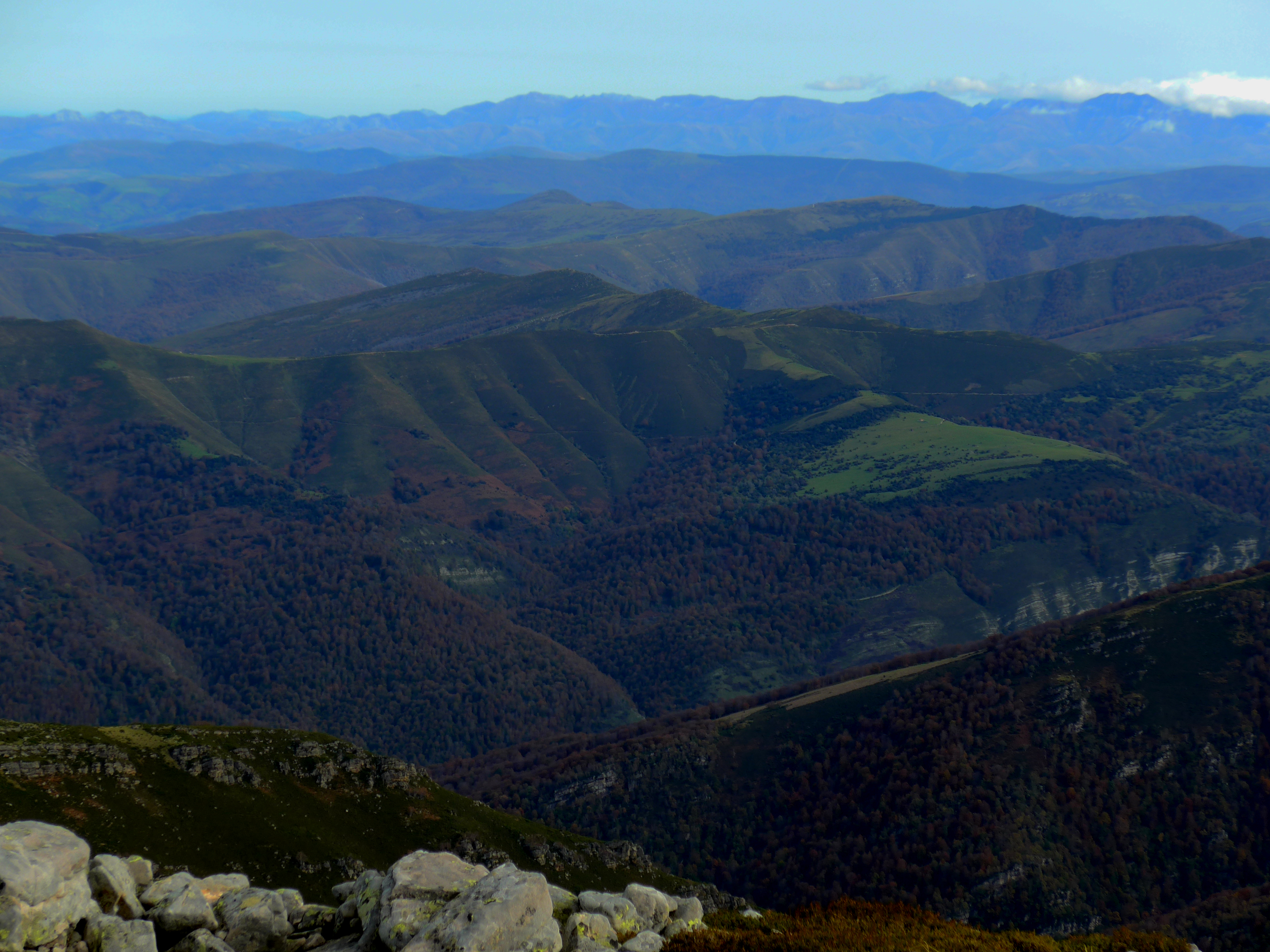
Vistas desde La Concilla hacia la reserva natural Saja-Besaya. Al fondo, los montes pasiegos

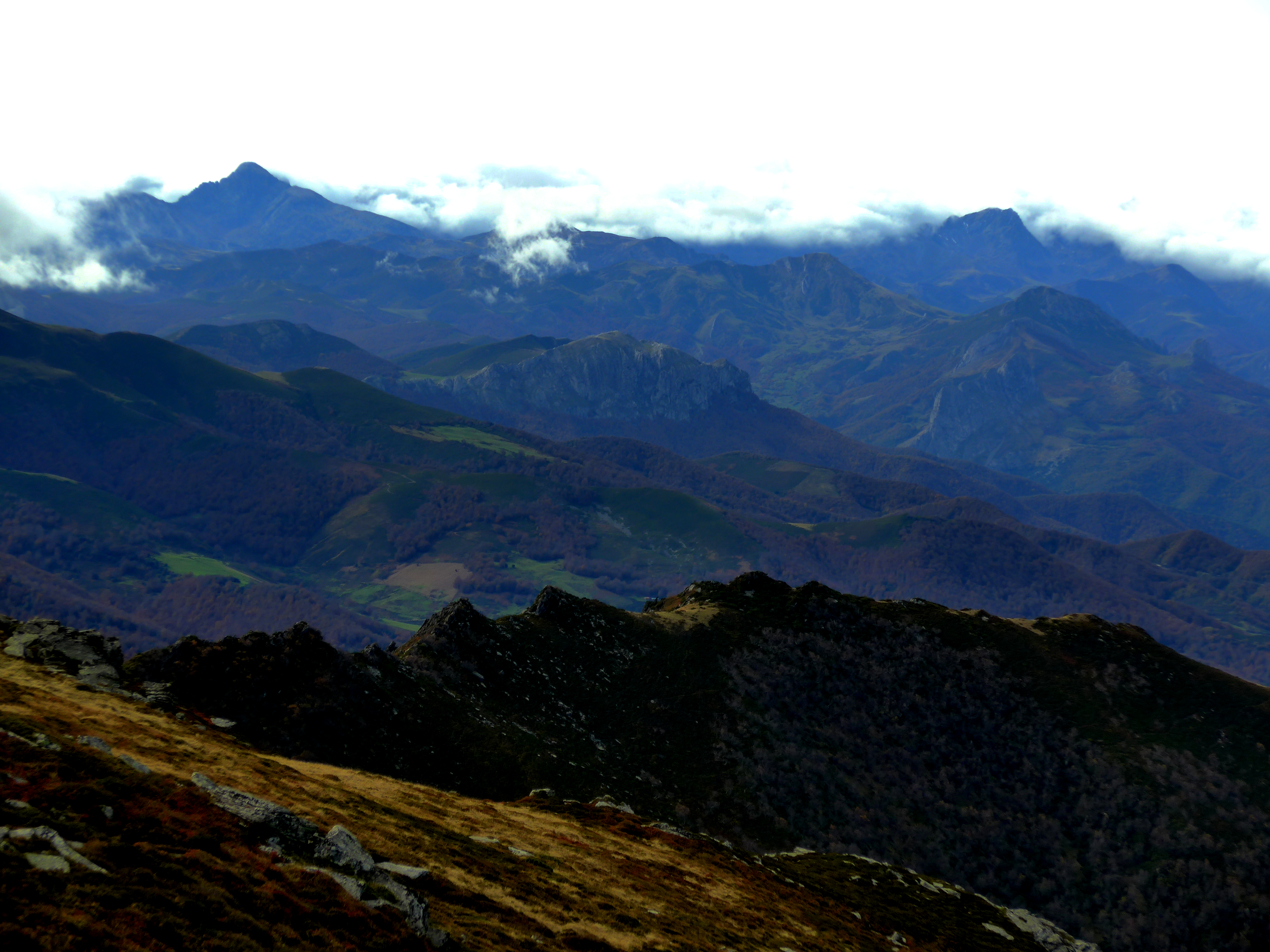
Vistas desde La Concilla hacia la sierra del Híjar (también llamada sierra de Peña Labra)

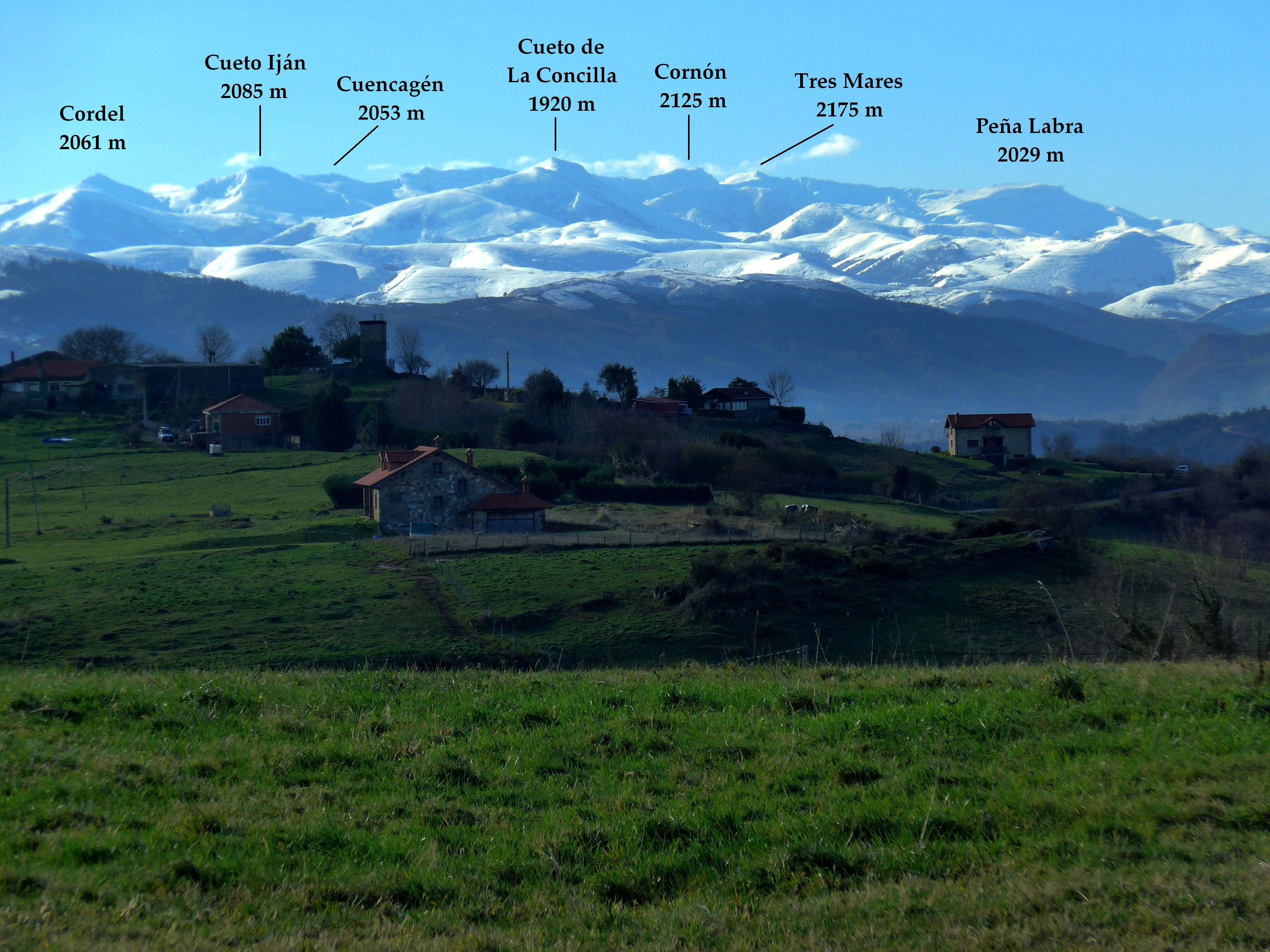
Cueto de La Concilla visto junto a otras cumbres desde Alfoz de Lloredo (Cantabria)

El Cuetu la Concilla, Cueto de la Concilla, o  Concilla como se la conoce más comúnmente, es una montaña aislada localizada entre los valles de Polaciones y Cabuérniga, en el límite noroccidental del parque natural de Saja-Besaya (mojón número 153).
Es la continuidad geológica de la Sierra de Peña Sagra, más allá del Nansa que se prolonga por el alto Saja hasta entroncar con la divisoria con Campoo en el Cueto de Orbaneja, cerca del Puerto de Palombera. 
Su elevada altitud (1922 metros) y su ventajosa posición, a caballo entre las cuencas de los ríos Nansa y Saja y adelantada hacia el mar respecto a las más altas cumbres, hacen de la Concilla uno de los mejores miradores de toda Cantabria.
Su formación se debe al plegamiento de estratos de areniscas, conglomerados y lutitas del pérmico y triásico durante la orogenia Alpina. Los materiales más jóvenes, pertenecientes a la facies Buntsandstein (Triásico inferior) se encuentran en la vertiente noreste, mientras que en las caras sur y oeste de mayor pendiente, la eroxión ha hecho aflorar los materiales del Pérmico.  
El ascenso a la cima se puede realizar desde cualquier punto, siendo tres las rutas principales:
- Salida desde Uznayo (Polaciones) aproximándose por la cuenca del arroyo Larraigado hasta el collado de Sejos. Una vez en ese punto e inicia la ascensión al pico.
- Salida desde Puente Pumar
- Salida desde la Jaya Cruzá (Valle  de Cabuérniga), aproximándose por la canal de Cureñas hasta el collado de Sejos y de ahí por la cara sur hasta la cima. Esta es la ruta más larga y de mayor desnivel.[9] [1]